# Mingus (Teksas)
Mingus je grad u američkoj saveznoj državi Teksas. Prema popisu stanovništva iz 2010. u njemu je živjelo 235 stanovnika.